# 중앙아프리카 공화국의 재외공관 목록

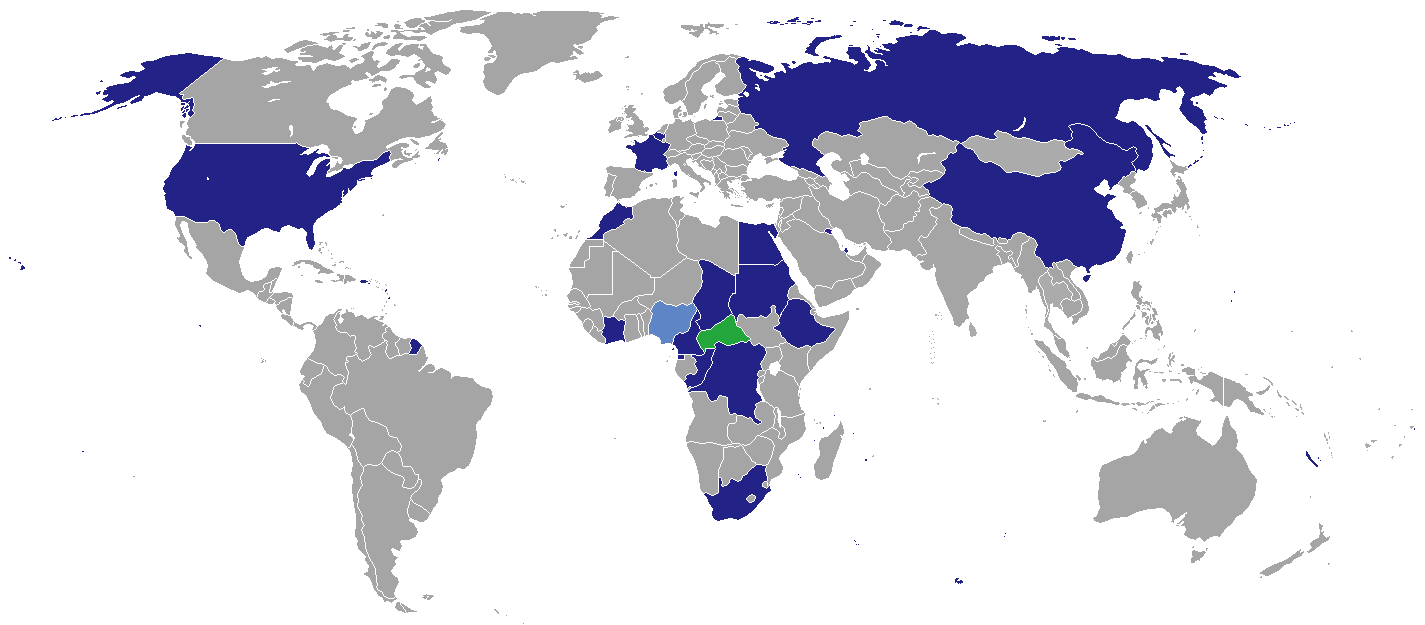
중앙아프리카 공화국의 재외공관

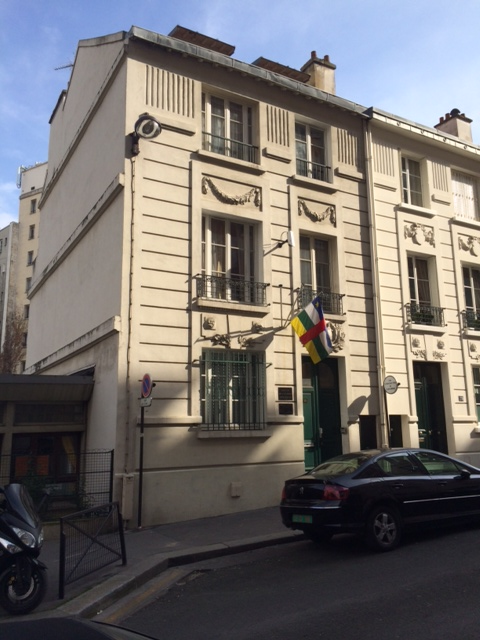
파리 주재 중앙아프리카 공화국 대사관

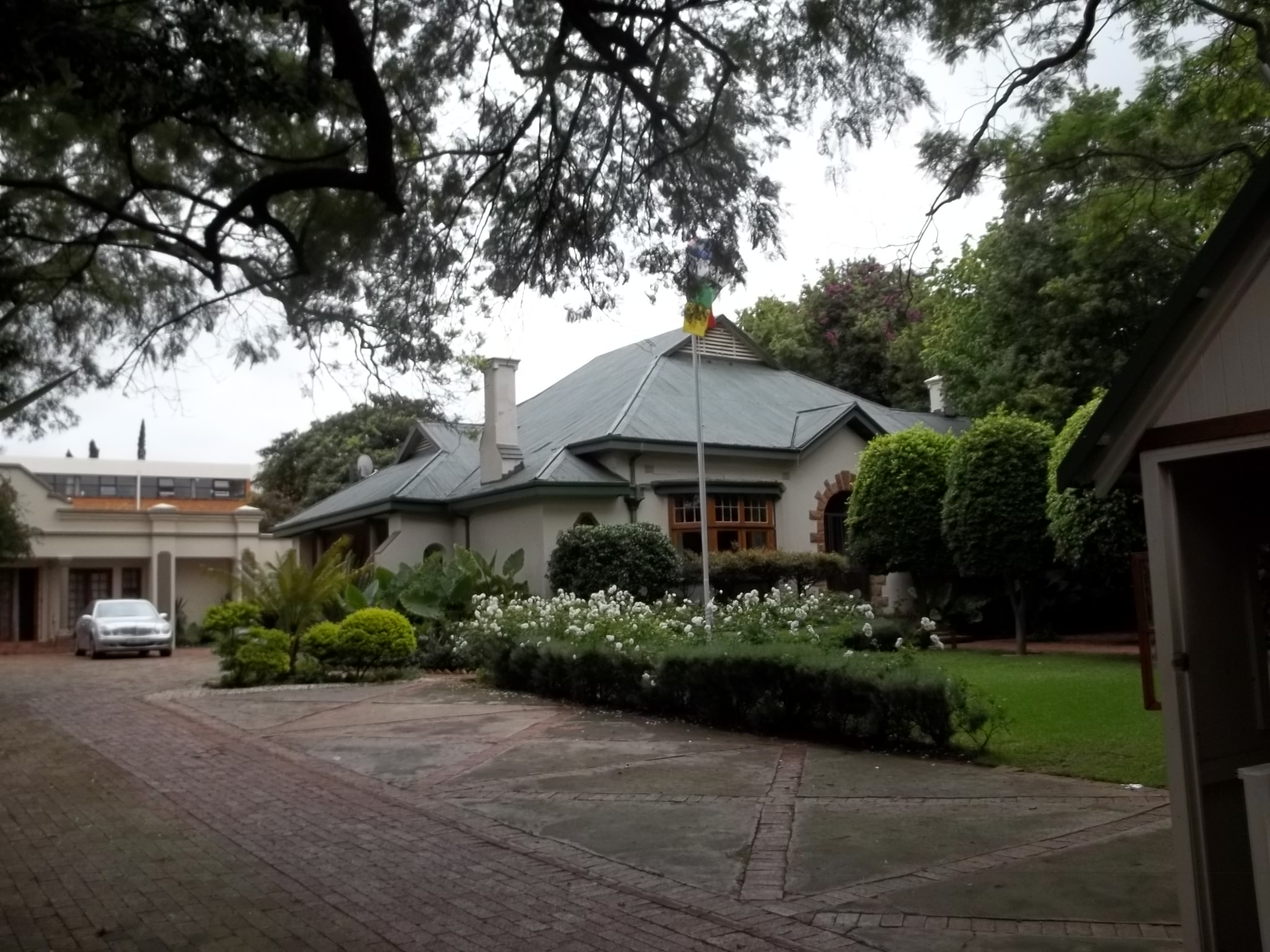
프리토리아 주재 중앙아프리카 공화국 대사관

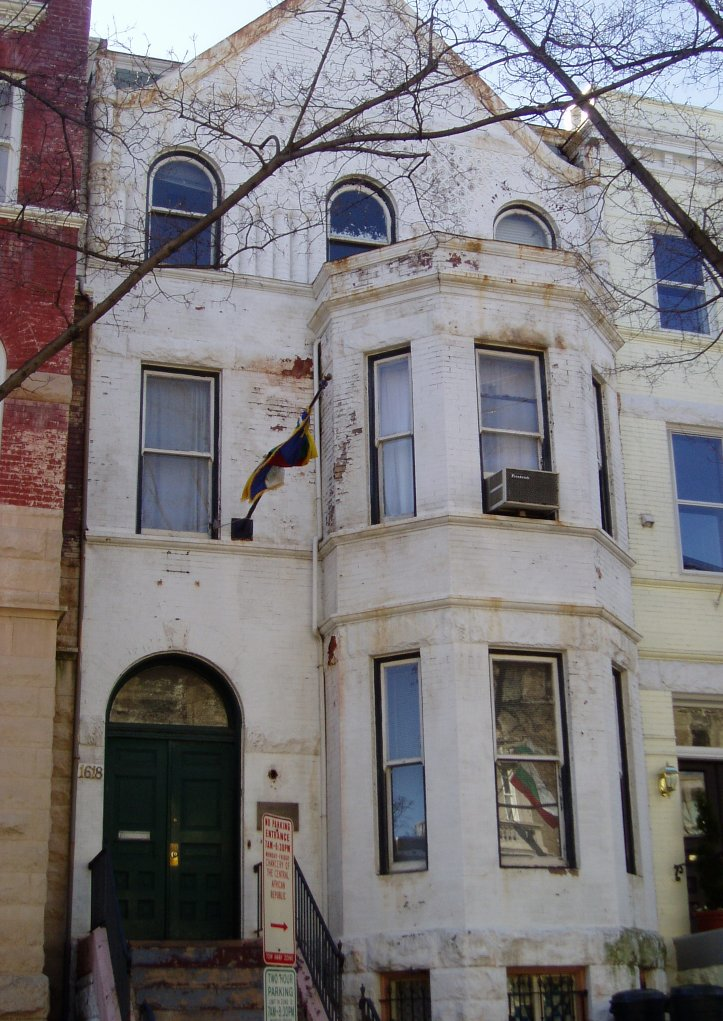
워싱턴 D.C. 주재 중앙아프리카 공화국 대사관

중앙아프리카 공화국의 재외공관 목록은 중앙아프리카 공화국 주재 대사관을 각국에 상주시켜 놓는 것을 의미하며 중앙아프리카 공화국의 재외공관을 나열한 목록이다.

## 아프리카
- 카메룬 : 야운데 (대사관), 두알라 (영사관)
- 차드 : 은자메나 (대사관)
- 콩고 공화국 : 브라자빌 (대사관)
- 코트디부아르 : 아비장 (대사관)
- 콩고 민주 공화국 : 킨샤사 (대사관)
- 이집트 : 카이로 (대사관)
- 모로코 : 라바트 (대사관)
- 나이지리아 : 아부자 (대사관)
- 남아프리카 공화국 : 프리토리아 (대사관)
- 수단 : 하르툼 (대사관)

## 아메리카
- 미국 : 워싱턴 D.C. (대사관)

## 아시아
- 중화인민공화국 : 베이징시 (대사관)
- 카타르 : 도하 (대사관)

## 유럽
- 벨기에 : 브뤼셀 (대사관)
- 프랑스 : 파리 (대사관)
- 러시아 : 모스크바 (대사관)

## 대표부
- UN 중앙아프리카 공화국 정부 대표부 : 뉴욕